# Darren Collison
Pour les articles homonymes, voir Collison.
Darren Michael Collison (né le 23 août 1987) est un joueur américain de basket-ball professionnel, qui évolue au poste de meneur. Il est natif de Rancho Cucamonga en Californie. Collison joue quatre saisons de basket-ball universitaire pour les Bruins d'UCLA. Il est sélectionné par les Hornets de la Nouvelle-Orléans en 21e position lors de la draft NBA 2009 de la National Basketball Association (NBA). Sélectionné dans la NBA All-Rookie Team lors de sa première saison, il joue dix saisons, avec six équipes.

## Carrière universitaire
Il est remplaçant de Jordan Farmar dans sa première saison avec les Bruins, il devient le meneur titulaire la saison suivante. Dans sa deuxième saison, Collison intercepte en moyenne 2,2 ballons par match, soit le plus grand nombre de la Conférence Pacifique-10. Il fait en moyenne 5,7 passes décisives, et a un pourcentage de tirs à trois points de 44,7%.
Collison reste à UCLA pour ses deux dernières année et finit avec un total de 142 matchs joués dans l'université californienne. Au cours de sa dernière année en 2008-2009, il a des moyennes de 14,4 points, 4,7 passes décisives et 1,6 interception par match. Il mène la conférence au pourcentage aux lancers-francs, et est troisième en passes décisives et interceptions. Collison remporte le prix Frances Pomeroy Naismith cette année-là, décerné au meilleur joueur universitaire d'1,83 m ou moins. Il est également nommé co-MVP des Bruins avec Josh Shipp. Collison et ses coéquipiers Shipp et Alfred Aboya terminent leur carrière universitaire comme l'équipe la plus victorieuse de l’histoire d'UCLA avec 123 victoires. La distinction était relative, car les équipes de John Wooden jouaient des saisons plus courtes et les étudiants de première année n’étaient pas admissibles.

## Carrière NBA

### Hornets de La Nouvelle-Orléans (2009-2010)
Il est sélectionné au 21e rang lors de la draft 2009 de la NBA par les Hornets de La Nouvelle-Orléans. C'est un joueur droitier et il est considéré comme un meneur d'avenir lors de cette draft.
Durant la dernière partie de saison 2009-2010, il devient titulaire en lieu et place de Chris Paul, blessé. Collison a battu le record de passes décisives pour un rookie des Hornets avec 18 passes, en plus de 17 points le 30 janvier 2010, lorsque la Nouvelle-Orléans a mis fin à la série de victoires à domicile de 11 matchs de Memphis avec une victoire de 113 à 111 en prolongation. Il impressionne et est nommé rookie du mois en février 2010. Plus tard, le 8 mars 2010, Collison a battu son propre record avec 20 passes décisives (avec 16 points) dans une victoire de 135 à 131 contre les Warriors de Golden State. Dans un match contre les Pacers de l'Indiana, le 19 février 2010, Collison est devenu le deuxième rookie de la saison 2009-2010 à obtenir un triple-double avec 18 points, 13 rebonds et 12 passes décisives. Il a terminé quatrième dans la course au titre de Rookie of the Year avec des moyennes de 18,8 points et 9,1 passes décisives dans les 37 matchs comme titulaire, mais perdait quatre ballons par match dans ce rôle dans sa première saison NBA.

### Pacers de l'Indiana (2010-2012)
Le 11 août 2010 il est impliqué dans un transfert à quatre équipes qui l'envoie chez les Pacers de l'Indiana. Il endosse le rôle de titulaire au sein de l'équipe pour les deux saisons, tout en restant dans des standards statistiques similaires à sa saison rookie à La Nouvelle-Orléans.

### Mavericks de Dallas (2012-2013)

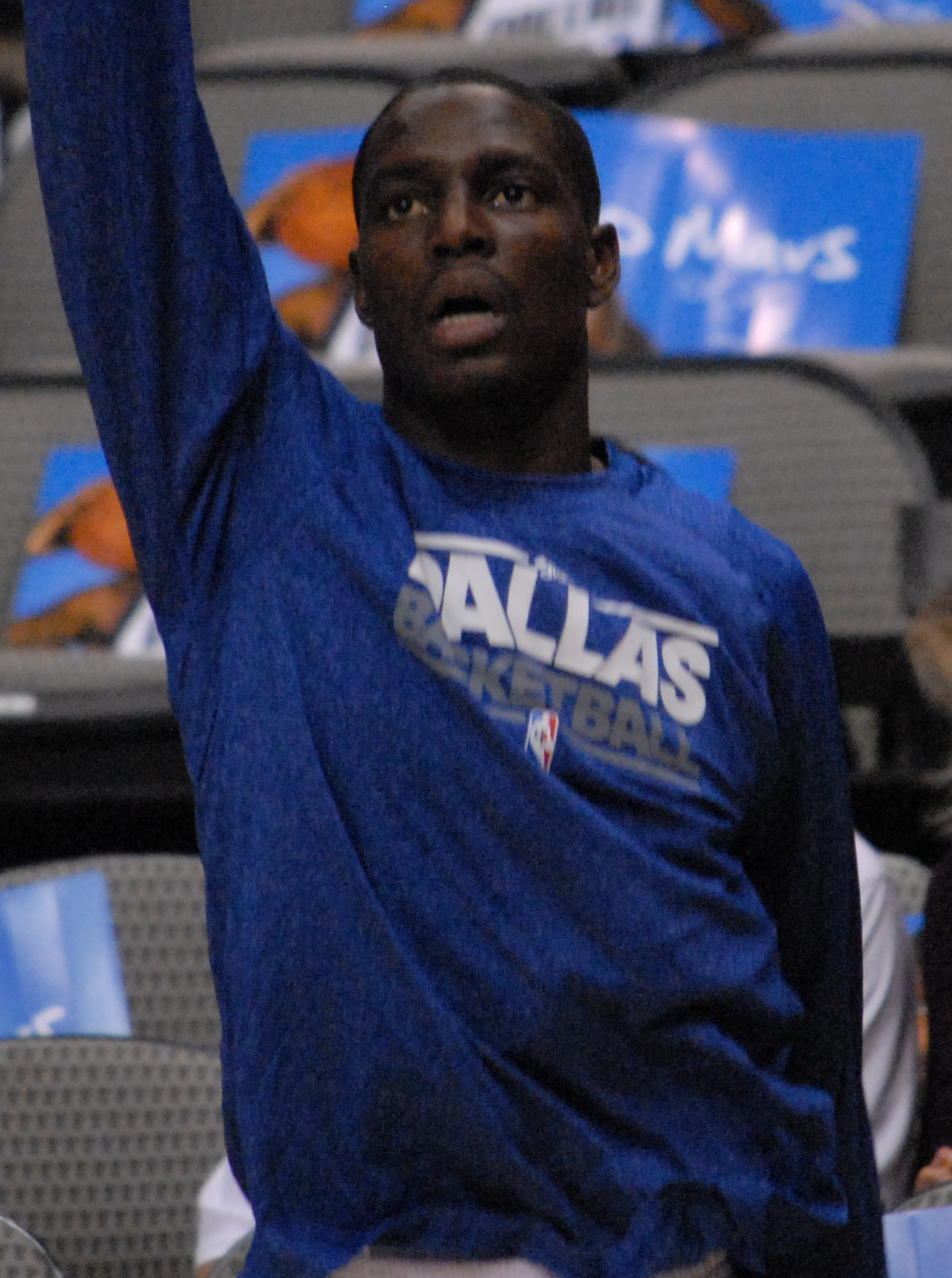

Le 13 juillet 2012, il est transféré aux Mavericks de Dallas en compagnie de Dahntay Jones contre Ian Mahinmi. Collison est devenu le meneur titulaire des Mavericks, remplaçant Jason Kidd, parti en tant qu’agent libre. Collison a été un joueur clé du bon départ de la saison 2012-2013 de Dallas, avec 4 victoires en 5 matchs, mais il a eu des difficultés par la suite lors de la défaite de 8 matchs sur les 11 matchs suivants. Après avoir commencé les 14 premiers matchs de l’équipe, Collison est sorti du banc pour un match. Il a raté le match suivant pour une entorse au majeur droit, incitant Dallas à signer avec Derek Fisher. Fisher a commencé dans son premier match avec les Mavericks, tandis que Collison est resté remplaçant. 14 matchs plus tard, le 27 décembre 2012, il a repris son rôle de titulaire pour le reste de la saison.

### Clippers de Los Angeles (2013-2014)
Le 7 juillet 2013, il signe aux Clippers de Los Angeles en tant qu'agent libre pour deux années, dont une en option. Il est de nouveau le remplaçant de Chris Paul, qui était également aux Clippers. Lorsque Paul a manqué 18 matchs à cause d'une épaule capricieuse, Collison a débuté les matchs et a obtenu des moyennes de 13,3 points et 6,5 passes décisives en 32,6 minutes. Les Clippers sont passés de la 12e à la 6e place dans la conférence Ouest sur cette période. L’entraîneur Doc Rivers a dit que l’équipe "a résisté à la tempête" sans leur meneur star; il a décrit Collison comme la clé de leur succès. Dans le match 4 des demi-finales de conférence des playoffs 2014, contre le Thunder d'Oklahoma City, les Clippers ont remonté un déficit de 22 points pour égaliser la série à 2-2, avec Collison qui marque 12 de ses 18 points dans le dernier quart-temps pour aider l’équipe à remporter la victoire,101–99.

### Kings de Sacramento (2014-2017)
En juillet 2014, il signe un contrat de 16 millions de dollars pour 3 ans avec les Kings de Sacramento. Les Kings lui offrent un poste de meneur titulaire, et les Clippers ne peuvent égaler, ni l’offre, ni le temps de jeu. Le 27 décembre 2014, Collison réalise son meilleur match de la saison avec 27 points et 10 passes décisives dans une victoire 135 à 129 en prolongation contre les Knicks de New York. Le 26 février 2015, il est écarté des terrains pour six semaines dû à une blessure de la hanche droite. Collison est suspendu pour les huit premiers matchs de la saison 2016-2017 après avoir plaidé coupable à une accusation de violences domestiques.

### Retour aux Pacers de l'Indiana (2017-2019)
À l'été 2017, il signe un contrat de 20 millions de dollars sur 2 ans avec les Pacers de l'Indiana, franchise où il a évolué entre 2010 et 2012. Il subit une opération chirurgicale du genou au début du mois de février 2018, et il revient au sein de la formation des Pacers à la mi-mars. Après avoir progressivement amélioré son tir à trois points tout au long de sa carrière, Collison mène la ligue avec le meilleur pourcentage à trois points, à 46,8 % dans la saison 2017-2018.
Le 10 décembre 2018, lors d’une victoire 109 à 101 contre les Wizards de Washington, Collison distribue 17 passes décisives, sa plus grosse performance avec Indiana dans ce secteur. Il termine la saison 2018-2019 avec des moyennes de 11 points et 6 passes décisives.
Le 28 juin 2019, il prend sa retraite sportive après une carrière de dix ans, pour aider les populations en tant que membre des Témoins de Jéhovah.

### Lakers de Los Angeles (décembre 2021-janvier 2022)
Fin décembre 2021, il sort de sa retraite pour signer un contrat de 10 jours en faveur des Lakers de Los Angeles,.

## Statistiques

### Statistiques universitaires

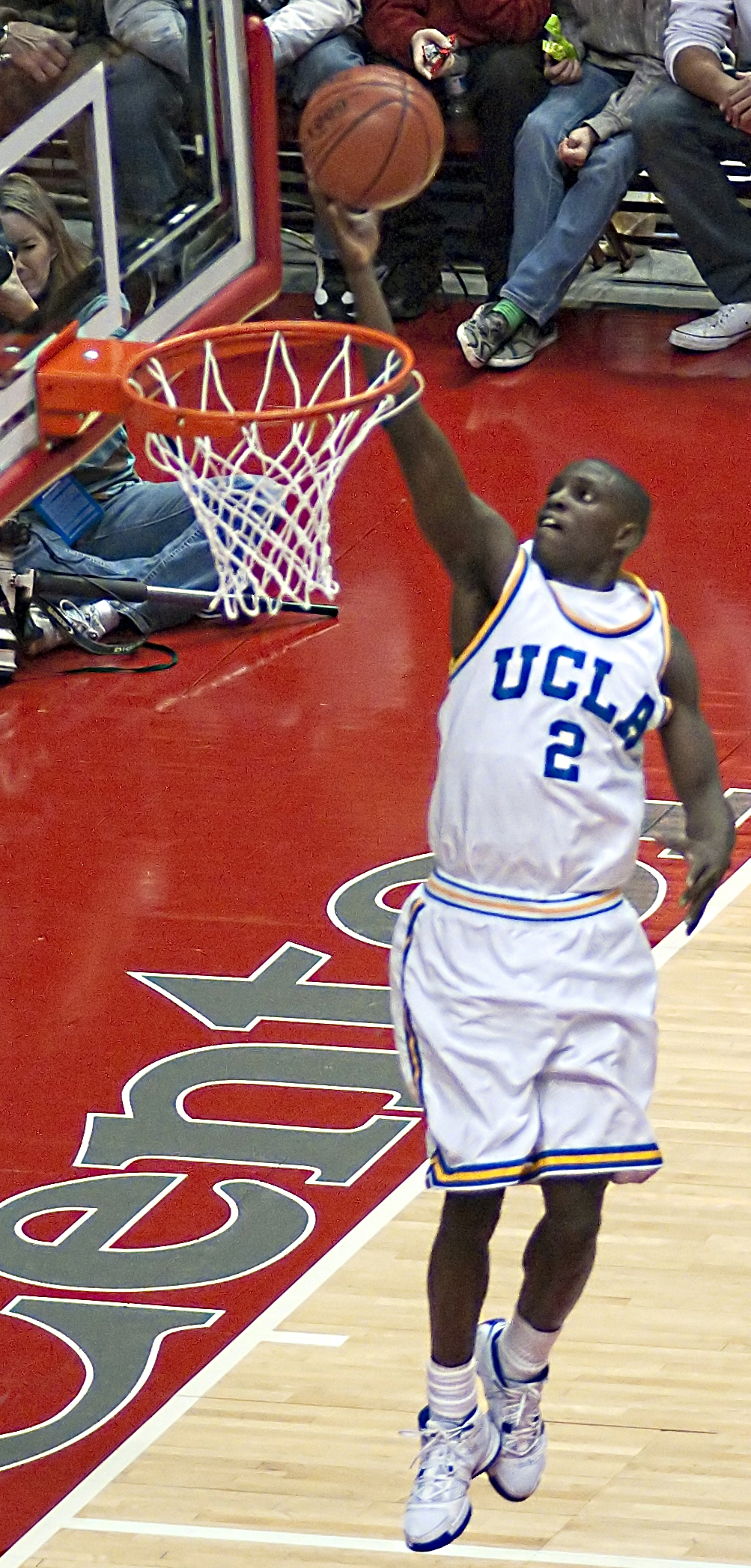

| Saison   | Équipe   | Matchs | Titul. | Min./m | % Tir | % 3pts | % LF | Rbds/m. | Pass/m. | Int/m. | Ctr/m. | Pts/m. |
| -------- | -------- | ------ | ------ | ------ | ----- | ------ | ---- | ------- | ------- | ------ | ------ | ------ |
| 2005-06  | UCLA     | 39     | 5      | 19,2   | 40,2  | 32,8   | 78,4 | 1,82    | 2,26    | 0,90   | 0,05   | 5,51   |
| 2006-07  | UCLA     | 35     | 35     | 33,0   | 47,8  | 44,7   | 81,0 | 2,29    | 5,69    | 2,26   | 0,09   | 12,66  |
| 2007-08  | UCLA     | 33     | 32     | 34,7   | 48,1  | 52,5   | 87,2 | 2,61    | 3,76    | 1,85   | 0,09   | 14,45  |
| 2008-09  | UCLA     | 35     | 35     | 31,5   | 50,7  | 39,4   | 89,8 | 2,40    | 4,74    | 1,60   | 0,14   | 14,43  |
| Carrière | Carrière | 142    | 107    | 29,2   | 47,5  | 43,5   | 85,5 | 2,26    | 4,06    | 1,63   | 0,09   | 11,55  |

### Statistiques NBA

#### Saison régulière
| Leader de la ligue |

Gras = ses meilleures performances
| Saison    | Équipe              | Matchs | Titul. | Min./m | % Tir | % 3pts | % LF | Rbds/m. | Pass/m. | Int/m. | Ctr/m. | Pts/m. |
| --------- | ------------------- | ------ | ------ | ------ | ----- | ------ | ---- | ------- | ------- | ------ | ------ | ------ |
| 2009-2010 | La Nouvelle-Orléans | 76     | 37     | 27,8   | 47,7  | 40,0   | 85,1 | 2,53    | 5,68    | 1,03   | 0,05   | 12,45  |
| 2010-2011 | Indiana             | 79     | 79     | 29,9   | 45,7  | 33,1   | 87,1 | 2,85    | 5,10    | 1,10   | 0,18   | 13,15  |
| 2011-2012 | Indiana             | 60     | 56     | 31,3   | 44,0  | 36,2   | 83,0 | 3,12    | 4,78    | 0,82   | 0,23   | 10,35  |
| 2012-2013 | Dallas              | 81     | 47     | 29,3   | 47,1  | 35,3   | 88,0 | 2,70    | 5,12    | 1,23   | 0,10   | 12,00  |
| 2013-2014 | Los Angeles         | 80     | 35     | 25,9   | 46,7  | 37,6   | 85,7 | 2,35    | 3,71    | 1,16   | 0,19   | 11,39  |
| 2014-2015 | Sacramento          | 45     | 45     | 34,8   | 47,3  | 37,3   | 78,8 | 3,18    | 5,60    | 1,49   | 0,31   | 16,11  |
| 2015-2016 | Sacramento          | 74     | 15     | 30,0   | 48,6  | 40,1   | 85,8 | 2,28    | 4,30    | 1,03   | 0,05   | 13,99  |
| 2016-2017 | Sacramento          | 68     | 63     | 30,3   | 47,6  | 41,7   | 86,0 | 2,24    | 4,59    | 0,99   | 0,13   | 13,24  |
| 2017-2018 | Indiana             | 69     | 64     | 29,3   | 49,5  | 46,8   | 88,2 | 2,58    | 5,33    | 1,33   | 0,22   | 12,39  |
| 2018-2019 | Indiana             | 76     | 76     | 28,2   | 46,7  | 40,7   | 83,2 | 3,05    | 6,04    | 1,45   | 0,12   | 11,22  |
| 2021-2022 | L.A. Lakers         | 3      | 0      | 12,4   | 28,6  | 0,0    | 0,0  | 1,33    | 0,67    | 0,33   | 0,00   | 1,33   |
| Carrière  | Carrière            | 711    | 517    | 29,3   | 47,1  | 39,4   | 85,3 | 2,66    | 4,99    | 1,15   | 0,15   | 12,46  |

Dernière modification le 24 juin 2022

#### Playoffs
| Saison   | Équipe        | Matchs | Titul. | Min./m | % Tir | % 3pts | % LF | Rbds/m. | Pass/m. | Int/m. | Ctr/m. | Pts/m. |
| -------- | ------------- | ------ | ------ | ------ | ----- | ------ | ---- | ------- | ------- | ------ | ------ | ------ |
| 2011     | Indiana       | 5      | 5      | 29,2   | 39,1  | 66,7   | 63,6 | 2,60    | 4,00    | 1,00   | 0,40   | 9,40   |
| 2012     | Indiana       | 11     | 0      | 18,6   | 51,4  | 36,4   | 87,0 | 1,27    | 3,00    | 1,27   | 0,00   | 8,73   |
| 2014     | L.A. Clippers | 13     | 0      | 19,2   | 38,9  | 8,3    | 86,7 | 2,08    | 2,38    | 0,46   | 0,08   | 8,46   |
| 2018     | Indiana       | 7      | 7      | 30,6   | 45,6  | 34,8   | 75,0 | 3,00    | 4,71    | 1,00   | 0,00   | 11,29  |
| 2019     | Indiana       | 4      | 4      | 29,2   | 42,2  | 36,4   | 100  | 3,00    | 4,00    | 0,50   | 0,00   | 12,00  |
| Carrière | Carrière      | 40     | 16     | 23,3   | 43,6  | 33,3   | 83,5 | 2,17    | 3,33    | 0,85   | 0,07   | 9,50   |

## Records
Les records personnels de Darren Collison, officiellement recensés par la NBA sont les suivants :
| Type de statistique        | Saison régulière | Saison régulière          | Saison régulière | Playoffs | Playoffs                   | Playoffs      |
| Type de statistique        | Record           | Adversaire                | Date             | Record   | Adversaire                 | Date          |
| -------------------------- | ---------------- | ------------------------- | ---------------- | -------- | -------------------------- | ------------- |
| Points                     | 35               | @ Mavericks de Dallas     | 28 février 2010  | 23       | @ Cavaliers de Cleveland   | 29 avril 2018 |
| Paniers marqués            | 15               | @ Mavericks de Dallas     | 28 février 2010  | 9        | 2 fois                     | 2 fois        |
| Paniers tentés             | 23               | Jazz de l'Utah            | 17 février 2010  | 15       | @ Bulls de Chicago         | 16 avril 2011 |
| Paniers à 3 points réussis | 5                | 2 fois                    | 2 fois           | 3        | 2 fois                     | 2 fois        |
| Paniers à 3 points tentés  | 10               | Thunder d'Oklahoma City   | 7 janvier 2015   | 6        | Celtics de Boston          | 21 avril 2019 |
| Lancers francs réussis     | 12               | @ Grizzlies de Memphis    | 15 novembre 2017 | 8        | @ Warriors de Golden State | 1er mai 2014  |
| Lancers francs tentés      | 13               | 3 fois                    | 3 fois           | 8        | @ Warriors de Golden State | 1er mai 2014  |
| Rebonds offensifs          | 5                | Kings de Sacramento       | 12 avril 2014    | 2        | 5 fois                     | 5 fois        |
| Rebonds défensifs          | 12               | Pacers de l'Indiana       | 19 février 2010  | 5        | 4 fois                     | 4 fois        |
| Rebonds totaux             | 13               | Pacers de l'Indiana       | 19 février 2010  | 7        | Thunder d'Oklahoma City    | 11 mai 2014   |
| Passes décisives           | 20               | Warriors de Golden State  | 8 mars 2010      | 10       | Warriors de Golden State   | 21 avril 2014 |
| Interceptions              | 6                | 2 fois                    | 2 fois           | 4        | @ Heat de Miami            | 22 mai 2012   |
| Contres                    | 3                | Rockets de Houston        | 4 novembre 2013  | 1        | 3 fois                     | 3 fois        |
| Balles perdues             | 10               | Celtics de Boston         | 10 février 2010  | 4        | Bulls de Chicago           | 21 avril 2011 |
| Minutes jouées             | 48               | @ Clippers de Los Angeles | 15 mars 2010     | 41       | @ Cavaliers de Cleveland   | 29 avril 2018 |

- Double-double : 48 en saison régulière ; 1 en playoffs = 49 en carrière
- Triple-double : 1

## Récompenses

### NBA
- NBA All-Rookie First Team en 2010
- Titre de Rookie du mois en février 2010

### NCAA
- All-Pac-10 First Team en 2007 et 2009
- All-Pac-10 Second Team en 2008
- Pac-10 Conference Tournament MVP en 2008
- Associated Press Third Team All-American en 2008
- Collegeinsider.com All-Defensive Team (avec son coéquipier Russell Westbrook) en 2008
- Co-MVP des Bruins d'UCLA (avec Josh Shipp) en 2009

## Salaires
| Année       | Équipe              | Salaire      |
| ----------- | ------------------- | ------------ |
| 2009-2010   | La Nouvelle-Orléans | 1 266 120 $  |
| 2010-2011   | Indiana             | 1 361 040 $  |
| 2011-2012   | Indiana             | 1 455 960 $  |
| 2012-2013   | Dallas              | 2 319 344 $  |
| 2013-2014   | L.A. Clippers       | 1 900 000 $  |
| 2014-2015   | Sacramento          | 4 797 664 $  |
| 2015-2016   | Sacramento          | 5 013 559 $  |
| 2016-2017   | Sacramento          | 5 229 454 $  |
| 2017-2018   | Indiana             | 10 000 000 $ |
| 2018-2019   | Indiana             | 10 000 000 $ |
| Total Gains |                     | 43 343 141 $ |